# 布拉尼采河

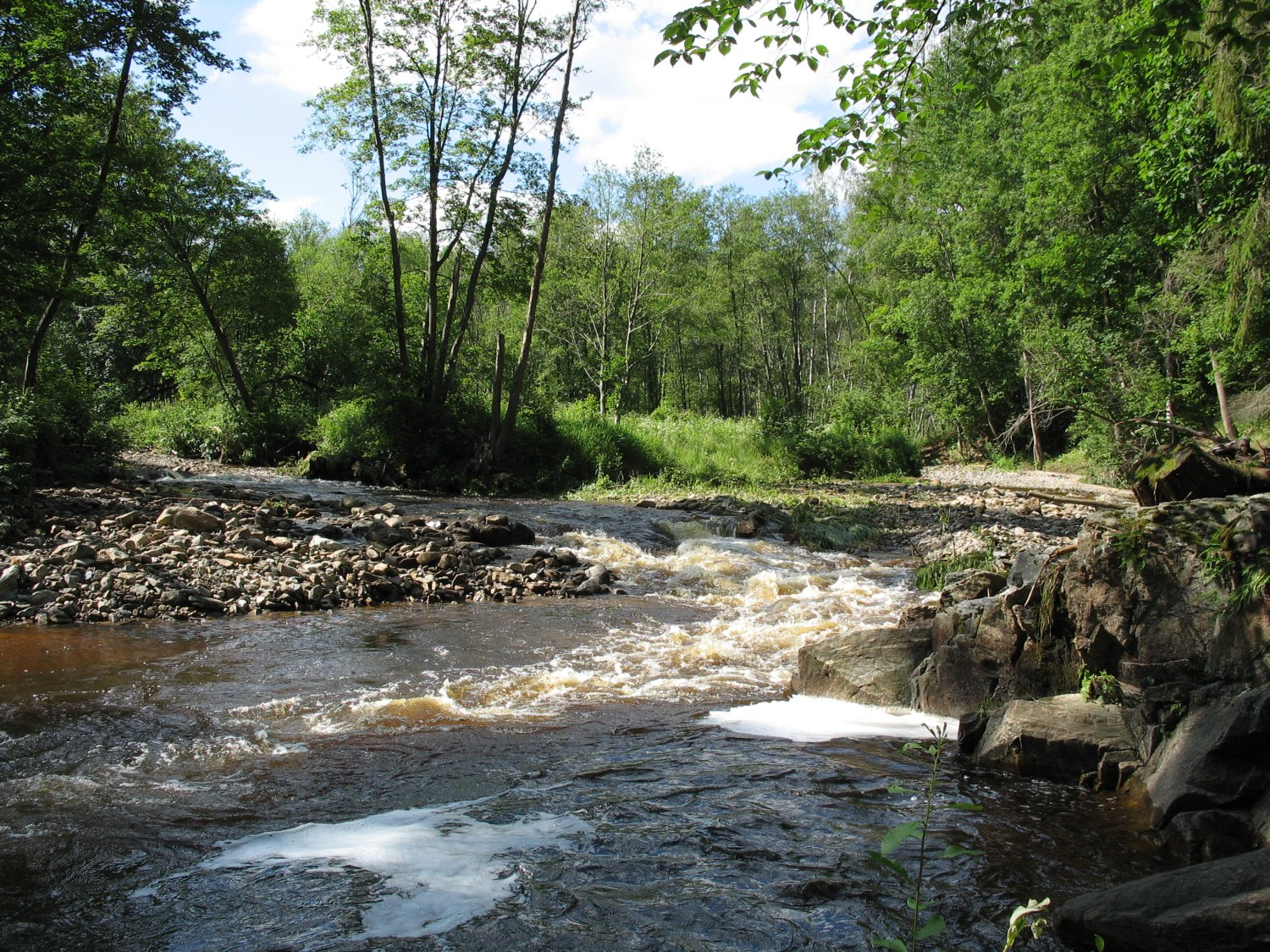

布拉尼采河是捷克的河流，位於南波希米亞州，屬於奧塔瓦河的右支流，河道全長93.3公里，流域面積860.5平方公里，河畔城鎮有沃德尼亞尼。